# Apariția tiparului în Țările Române

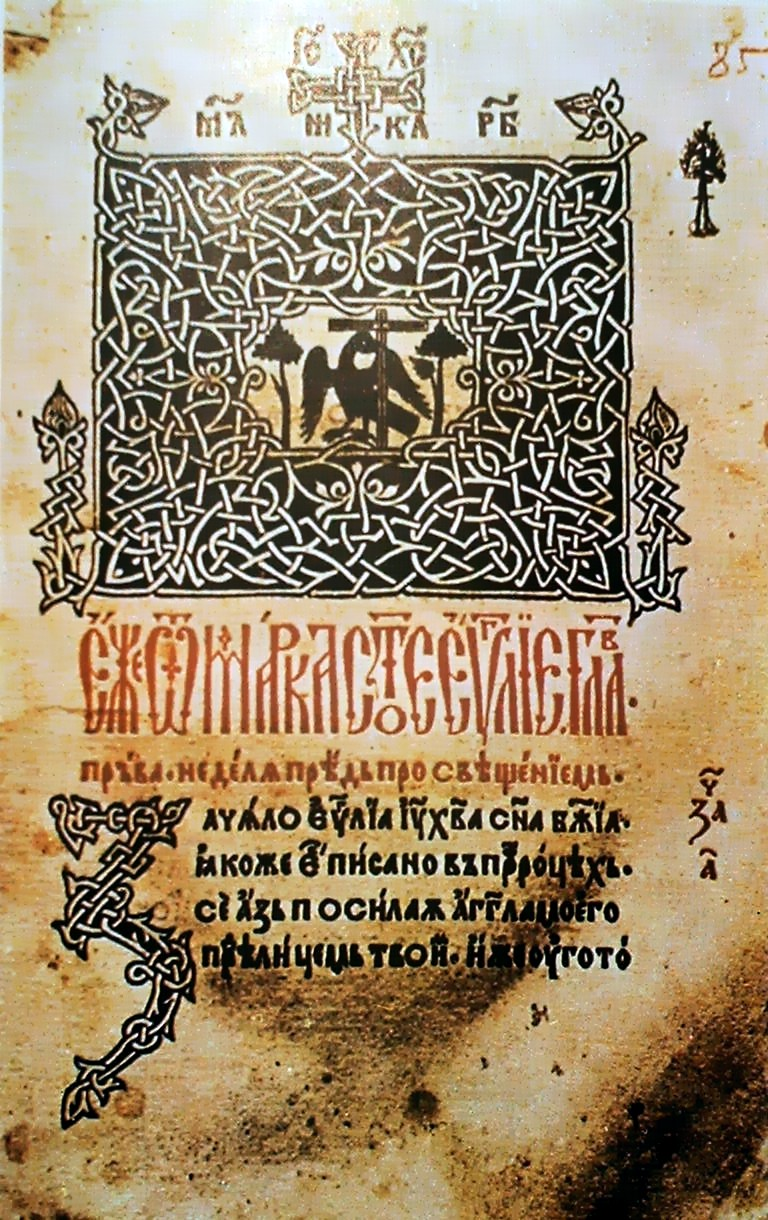
Liturghierul lui Macarie (1508) - prima pagină

Apariția tiparului în Țările Române a avut loc la numai șase decenii de la invenția lui Gutenberg (cca 1439). Trecând la reorganizarea vieții religioase, domnul Radu cel Mare l-a chemat pe iscusitul tipograf sârb Macarie să tipărească documente bisericești în limba slavonă. El își făcuse ucenicia la Veneția, un cunoscut centru tipografic al vremii, după care a condus din 1493 tiparnița de la Cetinje, (Muntenegru). La scurt timp după ocuparea țării de către turci, Macarie și-a încetat activitatea. Sosit mai târziu în Țara Românească, el și-a instalat tipografia la Mănăstirea Dealu, unde, în 1508, la inițiativa lui Radu cel Mare, a tipărit Liturghierul (în limba slavonă), prima carte tipărită din Țările Române.